# Siemens PT80i
Der Siemens PT80i (Printer Terminal 80 Inkjet) ist der erste, ab 1977 kommerziell vertriebene Tintendrucker (fälschlich meist als Tintenstrahldrucker bezeichnet), der nach dem 'Drop-on-Demand'-Prinzip arbeitet. Entwickelt wurde er im Zentrallabor für Datentechnik der Siemens AG in München unter wesentlicher Mitwirkung von Joachim Heinzl. Es handelt sich um einen Matrixdrucker, dessen piezoelektrisch arbeitender Druckkopf mit 12 Düsen 270 Zeichen pro Sekunde (bei 10 Zeichen pro Zoll) bidirektional drucken konnte. Im Gegensatz zu den zu jener Zeit weit verbreiteten Nadeldruckern (wozu auch der Nadeldrucker Siemens PT80 gehörte) ist dieser Tintendrucker schneller, sehr leise und energiesparend.

## Druckkopfdetails
Der Druckkopf mit seinen 12 piezoelektrischen Röhrchenaktoren ist mechanisch aufwendig in der Herstellung (Einbettung der Düsen in Gießharz) und daher relativ teuer, aber sehr langlebig. Ausgestoßene Tintentropfen erreichen eine Geschwindigkeit von 5 m/s, haben einen Durchmesser von 70 µm, eine Masse von 0,18 µg und ein Volumen von 180 × 10−15 m³.

## Druckauflösung
Der PT80i erreicht eine Auflösung von 96 dpi, die Nachfolgeprodukte PT88S (A4-Endlospapier) / PT89S (A3-Endlospapier) erreichen 1984 mit 9 Düsen 72 dpi, der PT90i 1985 mit 32 Düsen 240 dpi auf Endlospapier oder über Einzelblatteinzug. Der PT80i2 stellt Groß- und Kleinbuchstaben aus acht länderspezifischen Zeichensätzen aus dem Zeichengenerator mit 12 × 9 Punkten dar, im Grafikmodus sind 12 × 14 Punkte bei Einzelsteuerung möglich. Im ladbaren Bildpunktspeicher können 96 Zeichen mit 12 × 13 Punkten Druckraster abgelegt werden.

## Papier und Tinte
Bedruckt wird A3-Endlospapier (max.400 mm breit), das über einen Traktor bzw. eine Stachelwalze am Druckkopf vorbei gefördert wird. Als Papierart kann statt Tintendruckpapier auch Laserdruckpapier verwendet werden. Die verwendete Tinte ist dokumentenecht (Computerwoche vom 23. April 1982).

## Anschluss
Der Anschluss erfolgt über die serielle oder parallele Schnittstelle des steuernden Computers oder Terminals, der PT80i kann als Hardcopy-Drucker (d. h. angeschlossen am Terminal) oder als Dialogstation (d. h. angeschlossen am Computer) verwendet werden.